# Gordon szetter
A gordon szetter Alexander Gordon, Gordon negyedik hercegének skóciai tenyészetében alakult ki tudatos munka eredményeképp. 70 cm körüli marmagasságú, robusztus, hosszú szőrű, vörössel tűzött fekete színű fajta.
Nagyon hűséges, szófogadó és könnyen tanítható. Rendszeres foglalkozást igényel. Az időjárás viszontagságait jól tűri. Hatalmas mérete miatt ez az egyébként igen szép állat kényelmetlen társ egy városi lakásban.

## Testfelépítése
A gordon szetter elegáns kutya, izmos testalkata a kitartó futást szolgálja. Törzse mérsékelten hosszú, a lágyéka széles és enyhén ívelt. Farka egyenes vagy szabályszerűen görbe, és nem érhet a csánk alá, a kutya vízszintesen vagy valamivel a hát vonala alatt tartja. A szügy mély, de nem túl széles, a szépen ívelt bordák erősen hátranyúlnak. A hosszú, ferde lapocka jócskán hátrahúzódik, a váll nincs túlfeszítve. Könyökei meglehetősen alacsonyan, a törzs közelében vannak. A térd és a csánkízületek szépen kirajzolódnak, a csánk eléggé leengedett. Mancsai ovális alakúak, szépen ívelt lábujjakkal és a talppárnák között viszonylag dús szőrzettel.
Hosszú és feszes nyaka enyhén íves. A szép vonású fej inkább magas, mint széles. A kissé boltozatos koponya a fülek között a legszélesebb, és valamivel hosszabb az arcorri résznél. A stop határozott. Az arcorri rész eléggé hosszú, és nem hegyesedik ki. Felső ajkai erősek, de nem lóghatnak rá az alsókra. Mérsékelten hosszú, vékony fülei alacsonyan tűzöttek, a fej mellett lógnak. Szemei jóval a szemöldökívek alatt ülnek, nem túl mélyen, de nem is lehetnek kidülledők. A gordon szetter harapása ollószerű.
Szőrzete sima és mérsékelten hosszú, ideális esetben nem göndörödhet és nem is lehet hullámos. A zászlós részeknek a lehető legsimábbnak és legegyenesebbnek kell lenniük.
A gordon szetter kizárólag fekete-cserbarna színben ismert. A fekete részeknek nagyon sötétnek és fényesnek kell lenniük, a cserbarna pedig valójában inkább mély mahagónivörös árnyalatú. A mellkason egy apró fehér pötty megengedhető. Szemei mindig sötétbarnák. 

## Jelleme
Értelmes, igen magabiztos és kiegyensúlyozott természetű kutya. Barátságos, társaságkedvelő és szelíd, ugyanakkor kissé makacs és akaratos is. Nagyon érzékenyen reagál a goromba szavakra és a lakásban uralkodó hangulatra. Általában méltóságteljesen és visszafogottan viselkedik, de a szabadban meglepően lendületes és mozgékony lehet. Nem szereti, ha magára hagyják, mivel igen erősen kötődik a családja tagjaihoz. A gordon szetter (nagyon) későn erő fajta, s a hosszú serdülőkor sok türelmet követel a gazdájától.
Nem nevezhető igazán ébernek; ha veszélyt érez, azt ugatással jelzi, de ennél több nem várható el tőle. Kölyökkorában minél több különböző helyzettel, emberrel, állattal és tárggyal kell kedvező tapasztalatokat szereznie ahhoz, hogy kiegyensúlyozott felnőtté váljon. A gordon szetter általában jól megfér a fajtársaival, és a gyerekekkel való kapcsolata is zavartalan. A macskákkal és egyéb háziállatokkal is jól kijön, ha kölyökkorában kellően alapos volt a szocializációja. Az idegenekkel szemben eleinte kissé tartózkodó lehet, de semmiképpen sem barátságtalan, az agresszivitás pedig rendszerint teljesen idegen tőle. 
A fajta meglehetősen akaratos, ugyanakkor érzékeny is: a tulajdonságok e kombinációja miatt a nevelése során sok megértésre és türelemre van szükség. Ha azonban a gazdája erre alkalmas természetű, vagy hajlandó megismerni a gordon szetter jellemét, akkor a kutya tanítása nem különösebben nehéz. Szerető és megértő gazdára van szüksége, aki a kívánatos viselkedést bőséges dicsérettel jutalmazza, ugyanakkor maradéktalanul következetes is. A túl szigorú módszerek nem ajánlhatók, mivel csak a kutya természetének makacs oldalát erősíti. Lassan érő fajta, ezért a serdülőkorra jellemző bohókás viselkedés még jóval kétéves kora után is előfordulhat. Később azonban a kutya jóval visszafogottabbá és nyugodtabbá válik. Néha vadászok mellett is látható, de jóval gyakoribb a sportos életmódot élő családok nagyra becsült kedvenceként. 

## Méretei
- Marmagasság: kan: 65–70 cm, szuka: 60–65 cm.
- Testtömeg: 24–36 kg.

Várható élettartam: 12-13 év

## Lásd még
- Szetter